# Ruggero Settimo
Ruggero Settimo także Ruggiero Sèttimo (ur. 19 maja 1778 w Palermo, zm. 2 maja 1863 na Malcie) – włoski polityk, dyplomata, kontradmirał floty sycylijskiej.
Był oficerem i zajmował stanowiska dowódcze we flocie Ferdynanda I Burbona. Wycofany ze służby (1811), był jednym z czołowych przedstawicieli sycylijskiej partii liberalnej i wspierał skrzydło, na czele którego stał książę Castelnuovo. Minister Marynarki Wojennej (1812–1813) i Wojny (1813–1814), w 1820 r. brał udział w powstaniach i był członkiem tymczasowej junty rządowej. Po powrocie Burbonów powrócił do życia prywatnego, a działalność polityczną wznowił w 1848 r., kiedy to, gdy wybuchła rewolucja w Palermo, został szefem rządu tymczasowego, który ogłosił upadek Ferdynanda I i ofiarował koronę dynastii sabaudzkiej. Przebywał na emigracji na Malcie w okresie Restauracji (1849), w 1861 r. został senatorem.